# Mirza Šarić
Mirza Šarić, né le 4 décembre 1974 en Yougoslavie, est un ancien handballeur croate évoluant au poste d'arrière droit. Comptant 44 sélections en équipe nationale de Croatie, il est vice-champion du monde en 1995. En club, après avoir évolué au Badel 1862 Zagreb où il remporte notamment la Coupe des clubs champions en 1992 et 1993, il évolue plusieurs saisons en France, remportant notamment le Championnat en 1997 avec l'US Ivry.

## Palmarès de joueur

### Club
Compétitions internationales
- Vainqueur de la Coupe des clubs champions (2) : 1992, 1993
- Finaliste de la Ligue des champions en 1995

Compétitions nationales
- Vainqueur du Championnat de Croatie (4) : 1992, 1993, 1995, 1996
- Vainqueur de la Coupe de Croatie (4) : 1992, 1993, 1995, 1996
- Vainqueur du Championnat de France (1) : 1997

### Sélection nationale
Championnat du monde
- Médaille d'argent au Championnat du monde 1995,  Islande
- 10e place au Championnat du monde 1999,  Égypte